# Burford (stad)
Burford is een stadje en civil parish aan de rivier de Windrush in het district West Oxfordshire in het graafschap Oxfordshire in het Verenigd Koninkrijk, circa 30 km ten westen van Oxford. De naam komt van het Oudengelse burh (burcht (?), heuvel) en ford (voorde, doorwaadbare plaats).
Van de 14e tot de 17e eeuw zette met name de handel in wol Burford op de kaart. In de veelal 15e- en 16e-eeuwse panden zijn nu voornamelijk antiekwinkels gevestigd, maar 124 High Street (op de hoek met Sheep Street) wordt geacht de oudste apotheek van het land te zijn. Burford wordt in de internationale toeristenindustrie aangeprezen als de "gateway to the Cotswolds".
De grote 15e-eeuwse kerk, opgetrokken in Normandische stijl, is gewijd aan Sint Johannes. Het kleine kerkhof naast de kerk wordt aan twee zijden begrensd door de Windrush rivier. Voor de ingang ligt een tuin met resten van een stenen plateau dat wordt aangezien voor een oud Romeins graf.
In de kerk van Burford is ook de eerste afbeelding van indianen in Engeland te zien, verwerkt in een monument dat Edmund Harman er in de 16e eeuw voor zijn familie oprichtte. Harman was de kapper van koning Henry VIII en oprichter van het gilde van barbiers en chirurgijns (Guild of Barbers and Surgeons). De afgebeelde indianen lijken op een illustratie van de oorspronkelijke bewoners van het Amazonegebied door een Vlaamse tekenaar in een boek uit circa 1540, maar waarom Harman hen naast zijn eigen dochters liet afbeelden is een mysterie.
In 1649, tegen het einde van de Engelse Burgeroorlog, fungeerde het kerkgebouw als gevangenis. De gevangen 'Levellers' zouden vanaf het dak hebben moeten toezien hoe hun leiders buiten werden geëxecuteerd. Enkele kogelgaten in de buitenmuur zouden aan Oliver Cromwell zelf zijn toe te schrijven. Zeker is dat sommige van de 340 gevangenen hun naam in het meubilair kerfden. Die plaatsen zijn nu beschermd achter glas.
De hoofdstraat High Street begint, ondanks zijn naam, in het dal bij de Middeleeuwse brug over de rivier, en loopt dan recht de steile heuvel op. De brug werd in de Tweede Wereldoorlog ernstig beschadigd door een tank. Bij de wederopbouw werd het aanbod van de Amerikanen om de brug te verbreden, afgeslagen. Er kan nu nog steeds maar één voertuig tegelijk overheen, en er zijn stoplichten geplaatst. Vooral in het toeristenseizoen leidt dat nog al eens tot opstoppingen.
In Burford is het nationale dierenopvangcentrum en hoofdkantoor van The Blue Cross gevestigd. Iets ten zuiden ligt het Cotswold Wildlife Park van 65 hectare waar apen en zebra's en diverse andere dieren leven. In het zuidoosten ligt het militaire vliegveld van Brize Norton.

## Geboren
- Jessica Mitford (1917-1996), Brits-Amerikaans schrijfster

## Externe links

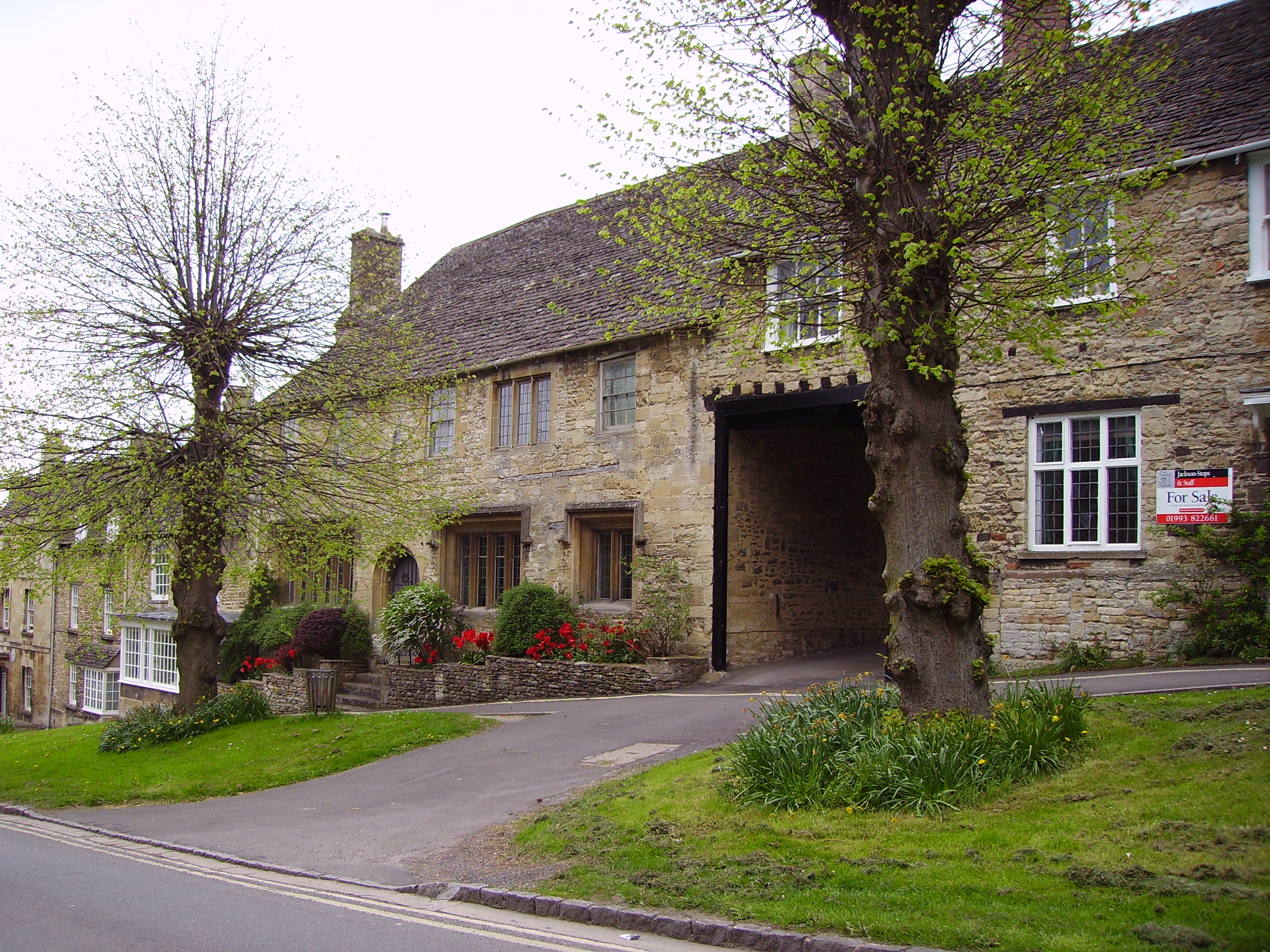
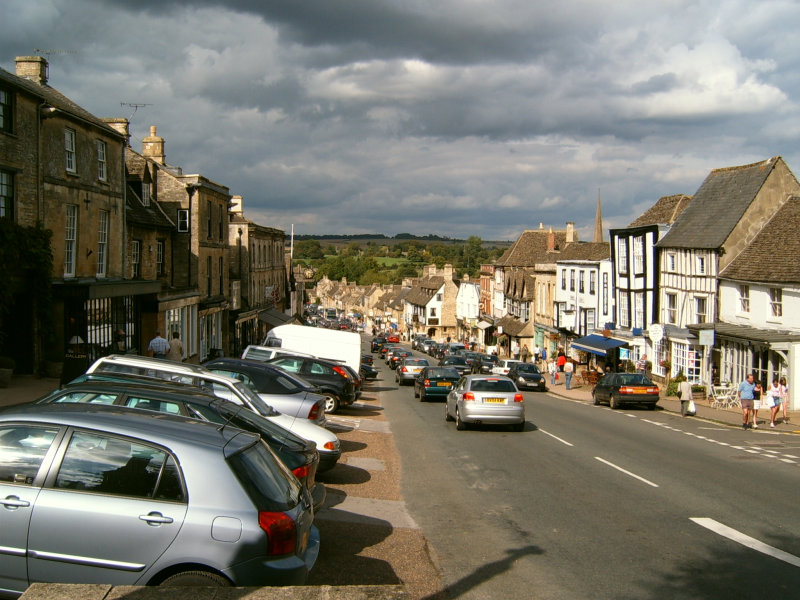